# Cerylon striativentre
Cerylon striativentre là một loài bọ cánh cứng trong họ Cerylonidae. Loài này được Champion mô tả khoa học năm 1922.